# Палмер (Масачусетс)
Палмер (енгл. Palmer) град је у америчкој савезној држави Масачусетс. По попису становништва из 2010. у њему је живело 12.140 становника.

## Демографија
Према попису становништва из 2010. у граду је живело 12.140 становника.
| Група             | 2000.  | 2010.          |
| Белци             | . (.%) | 11.446 (94,3%) |
| Афроамериканци    | . (.%) | 137 (1,1%)     |
| Азијати           | . (.%) | 107 (0,9%)     |
| Хиспаноамериканци | . (.%) | 291 (2,4%)     |
| Укупно            | .      | 12.140         |